# Episodi di Un caso per due (ventesima stagione)
La ventesima stagione della serie televisiva tedesca Un caso per due, composta da 9 episodi, è andata in onda in Germania sul canale ZDF a partire dal 20 febbraio 2000.
| nº | Titolo originale     | Titolo italiano         | Prima TV Germania | Prima TV Italia |
| -- | -------------------- | ----------------------- | ----------------- | --------------- |
| 1  | Hassliebe            | Una vecchia storia      | 20 febbraio 2000  |                 |
| 2  | Schmutzige Wäsche    | L'innocente             | 10 marzo 2000     |                 |
| 3  | Ertrunkene Träume    | Omissione di soccorso   | 21 aprile 2000    |                 |
| 4  | Schnelles Geld       | Soldi facili            | 9 giugno 2000     |                 |
| 5  | Spiel, Satz und Mord | Omicidio al tennis club | 22 settembre 2000 |                 |
| 6  | Schneetreiben        | Bufera al distretto     | 13 ottobre 2000   |                 |
| 7  | Blutiges Pfand       | Pegno di sangue         | 10 novembre 2000  |                 |
| 8  | Gott ist mein Zeuge  | Un alibi inconfessabile | 8 dicembre 2000   |                 |
| 9  | Morgen bist du tot   | Viaggio senza ritorno   | 22 dicembre 2000  |                 |